# High-tech
High-tech nebo high tech (z anglického high technology, zkráceně též hi-tec, h-t) je pojem, který se někdy používá pro označení nejpokročilejší dostupné technologie. Někdy se užívá v opozici k low tech, zastaralejším technologiím, zejména mechanickým. V některých jazycích se používá překlad (Spitzentechnologie v němčině, Wysoka technika v polštině, Vysokije technologii v ruštině, Alta tecnología ve španělštině), v češtině domácí verze spíše není zavedena. Kořeny pojmu v angličtině jsou nejasné, pojem high technologies se prvně objevil patrně v článku The New York Times z roku 1958, zkráceninu high tech snad jako prvý použil novinář Robert Metz roku 1971. Pojem se rychle rozšířil a stal se například součástí označení jednoho z architektonických stylů: high-tech architektura. V 21. století ho široce užívají i oficiální instituce, například OECD, která rozlišuje "čtyři úrovně high tech".